# Potyautas-probléma
A társadalomtudományokban a potyautas-probléma egyfajta piaci kudarc, amely akkor jelentkezik, ha azok, akik a közjavakból és a közös erőforrásokból hasznot húznak, nem fizetnek értük vagy alulfizetik azokat. Ilyen javak például a közutak, a közkönyvtárak, a szolgáltatások vagy más közösségi jellegű javak. A potyautasok problémát jelentenek a közös erőforrások szempontjából, mivel túlhasználhatják azt, ha nem fizetnek a javakért (akár közvetlenül díjakon vagy útdíjakon keresztül, akár közvetve adókon keresztül). Következésképpen a közös erőforrás előállítása alultermelődhet, túlhasználttá válhat vagy leromolhat. Továbbá kimutatták, hogy annak ellenére, hogy bizonyított, hogy az emberek természetüknél fogva hajlamosak az együttműködésre (ez egy szociális viselkedés), az ingyenélők jelenléte az együttműködés romlását okozza, ami állandósítja az ingyenélők problémáját.
A társadalomtudományban a potyautas-probléma az a fajta kérdés, hogy miként lehet korlátozni a potyautasokat és azok negatív hatásait az ilyen helyzetekben. Ilyen példa a potyautas-probléma, amikor a tulajdonjogok nincsenek egyértelműen meghatározva és kikényszerítve. A potyautas-probléma gyakori a olyan közjavak esetében, amelyek nem korlátozhatók és nem versengők. A nem kizárható azt jelzi, hogy a nem fizetők nem akadályozhatók meg abban, hogy a javakat használják vagy azokból hasznot húzzanak. A nem versengő fogyasztás azt jelenti, hogy egy áru vagy szolgáltatás egy fogyasztó általi használata nem csökkenti annak elérhetőségét egy másik fogyasztó számára. A közjavak e jellemzői azt eredményezik, hogy a fogyasztókat kevéssé ösztönzik arra, hogy hozzájáruljanak a kollektív erőforráshoz, mivel élvezik annak előnyeit.
A potyautas anélkül élvezheti a nem korlátozható és nem versengő javakat, mint például az állam által biztosított úthálózatot, hogy hozzájárulna annak megfizetéséhez. Egy másik példa: ha egy tengerparti város világítótornyot épít, számos régióból és országból érkező hajó részesülhet előnyben, még akkor is, ha nem járulnak hozzá a költségekhez, és így „élősködnek” a navigációs segédeszközön. A nem kizárólagos és nem versengő fogyasztás harmadik példája a tűzijátékot néző tömeg lenne. A nézők száma, függetlenül attól, hogy fizettek-e a szórakozásért vagy sem, nem csökkenti a tűzijátékot mint erőforrást. E példák mindegyikében a nem fizetők kizárásának költségei megfizethetetlenek lennének, miközben az erőforrás kollektív fogyasztása nem csökkenti a rendelkezésre álló mennyiséget.
Bár a „potyautas” kifejezést először a közjavak közgazdasági elméletében használták, hasonló fogalmakat más kontextusokban is alkalmaztak, többek között a kollektív alku, a trösztellenes jog, a pszichológia, a politikatudomány és a védőoltások területén. Például egy csoport vagy közösség egyes tagjai csökkenthetik hozzájárulásaikat vagy teljesítményük mértékét, ha úgy vélik, hogy a csoport egy vagy több másik tagja szabad kezet kaphat.

## Ösztönző
Az ingyenélők problémájának alapjául szolgáló motiváció a fogolydilemma segítségével magyarázható, a közjóhoz való hozzájárulás összefüggésében. Tegyük fel, hogy két ember megosztja a közszolgáltatáshoz (például egy rendőrőrshöz) való hozzájárulását úgy, hogy a társadalom részesül a hozzájárulásaiból. A fogoly dilemmája szerint e helyzet eredményéből bizonyos következtetéseket lehet levonni. Ha mindkét fél adakozik, akkor ők nem fizetnek, a társadalom pedig jól jár. Ha az egyik fél nem fizet (abban a reményben, hogy valaki más megteszi), akkor ingyenélővé válik, és a másik félnek kell fedeznie a költségeket. Ha a másik fél is úgy dönt, hogy ingyenélővé válik, és egyikük sem fizet, akkor a társadalom nem részesül előnyben. Ez azt bizonyítja, hogy a potyautas problémáját az egyének hajlandósága generálja, hogy hagyják, hogy mások fizessenek, ha ők maguk nulla költséggel részesülhetnek a haszonból. Ezt erősíti meg a racionális választás közgazdasági elmélete, amely szerint az emberek olyan döntéseket hoznak, amelyek a legnagyobb hasznot biztosítják számukra. Ezért ha egy szolgáltatást vagy erőforrást ingyen kínálnak, akkor a fogyasztó nem fog fizetni érte.

## Gazdasági kérdések
A potyautasság akkor jelent gazdasági hatékonysági kockázatot, ha az egy áru alultermeléséhez vagy túlfogyasztásához vezet. Ha például megkérdezik az embereket, hogy mennyire értékelnek egy adott közjót, és ezt az értéket abban mérik, hogy mennyi pénzt lennének hajlandóak fizetni, akkor hajlamosak alulértékelni az értéküket. Az ingyenességnek kitett javakra általában az jellemző, hogy nem lehet kizárni a nem fizetőket, az egyéni fogyasztás nem befolyásolja mások hozzáférhetőségét, és hogy a szóban forgó erőforrást elő kell állítani és/vagy fenn kell tartani. Sőt, ha a nem fizetőket valamilyen mechanizmussal ki lehet zárni, a termék átalakulhat társasági javakká (pl. ha egy túlhasznált, zsúfolt közutat fizetős úttá alakítanak át vagy ha egy ingyenes közmúzeumból belépődíjas magánmúzeum lesz).
A potyautasok akkor válnak problémává, ha a nem kirekeszthető javak is versengenek egymással. Ezeket a a közös erőforrásként kezelt javakat túlfogyasztás jellemzi, ha nem valósul meg a közös tulajdon rendszere. A közös tulajdonú javak fogyasztói nem csak, hogy fizetés nélkül részesülhetnek előnyökben, de az egyikük fogyasztása alternatív költséget ró a többiekre. A „közlegelők tragédiája” elmélet rávilágít erre, amelyben minden fogyasztó a saját hasznának maximalizálása érdekében cselekszik, és ezáltal arra számít, hogy mások csökkentik a saját fogyasztásukat. Ez túlfogyasztáshoz, sőt esetleg a javak kimerüléséhez vagy megsemmisüléséhez vezet. Ha túl sokan kezdenek el ingyenélni, egy rendszer vagy szolgáltatás végül nem rendelkezik elegendő erőforrással a működéshez. Az ingyenélést akkor tapasztaljuk, amikor a javak előállítása nem veszi figyelembe a külső költségeket, különösen az ökoszisztéma-szolgáltatások igénybevételét.
Erre példa a globális éghajlatváltozással kapcsolatos kezdeményezések. Mivel az éghajlatváltozás globális kérdés, és nincs globális rendszer az éghajlat kezelésére, az egyes országok csökkentett kibocsátásainak előnyei túlmutatnak a saját országuk határain, és világszerte hatással vannak az országokra. Ez azonban azt eredményezte, hogy egyes országok saját érdekeik szerint cselekednek, visszafogják saját erőfeszítéseiket, és kihasználják mások munkáját. Egyes országokban a polgárok és a kormányok nem kívánnak hozzájárulni a kibocsátáscsökkentéssel járó erőfeszítésekhez és költségekhez, mivel mások erőfeszítéseit kihasználhatják. Ez a potyautas-probléma kérdéseket vet fel e gyakorlatok méltányosságával és etikusságával kapcsolatban is, mivel az éghajlatváltozás következményeit leginkább azok az országok szenvedik el, amelyek jellemzően a legkevesebb üvegházhatású gázt bocsátják ki, és kevesebb gazdasági erőforrással rendelkeznek ahhoz, hogy hozzájáruljanak az erőfeszítésekhez, mint például a kis szigetország, Tuvalu.
Theodore Groves és John Ledyard úgy véli, hogy a közjavakkal kapcsolatos erőforrások Pareto-optimális elosztása nem egyeztethető össze az egyének alapvető ösztönzőivel.  Ezért a legtöbb tudós szerint a potyautas-probléma várhatóan folyamatos közérdekű kérdés lesz. Albert O. Hirschman például úgy vélte, hogy a szabadpiaci szereplők problémája a kapitalista gazdaságokban ciklikusan jelentkezik. Hirschman úgy véli, hogy a potyautas-probléma az emberek eltolódó érdekeivel függ össze. Amikor a munkahelyen az egyének stressz-szintje megnő, és sokan félnek munkahelyük elvesztésétől, kevesebbet fordítanak emberi erőforrásukból a közszféra számára. Amikor aztán a közszükségletek megnövekednek, a kiábrándult fogyasztók nagyobb érdeklődést mutatnak a kollektív cselekvési projektek iránt. Ez arra készteti az egyéneket, hogy különböző csoportokba szerveződjenek, és az eredmények a közproblémák megoldására tett kísérletek. Ez tulajdonképpen megfordítja a potyautas tevékenység lendületét. Az önérdekre összpontosító modellekben gyakran költségnek tekintett tevékenységeket ehelyett előnyöknek tekintik azon egyének számára, akik korábban elégedetlen fogyasztók voltak, és a saját magánérdekeiket keresték.
Ez a ciklus újraindul, mert ahogy az egyének közhasznú munkája egyre kevésbé lesz elismerésre méltó, úgy csökken a támogatók elkötelezettsége a kollektív cselekvési projektek iránt. A támogatás csökkenésével sokan visszatérnek a magánérdekekhez, ami idővel újraindítja a ciklust. Hirschman modelljének támogatói ragaszkodnak ahhoz, hogy az emberek motiválásában fontos tényező, hogy a vezető altruizmusra való ösztönzése készteti őket. John F. Kennedy beiktatási beszédében arra kérte az amerikai népet, hogy „ne azt kérdezzék, mit tehet értük az országuk, hanem azt, mit tehetnek önök az országukért”. Egyes közgazdászok (például Milton Friedman) értelmetlennek tartják ezeket az altruizmusra való felhívásokat. A Friedmanhez hasonló tudósok nem gondolják, hogy a potyautasok problémája egy megváltoztathatatlan erényes vagy ördögi kör része, hanem inkább máshol keresik a lehetséges megoldásokat vagy javító próbálkozásokat.

## Gazdasági és politikai megoldások

### Biztosítási szerződések
A biztosítási szerződés olyan szerződés, amelyben a résztvevők kötelező érvényű ígéretet tesznek arra, hogy hozzájárulnak egy közjó megteremtéséhez, és amelynek feltétele az előre meghatározott méretű számú résztvevő elérése. Ellenkező esetben a javakat nem biztosítják, és a pénzbeli hozzájárulásokat visszafizetik.
A domináns biztosítási szerződés egy olyan változat, amelyben a vállalkozó létrehozza a szerződést, és visszatéríti az eredeti zálogjogot, valamint egy további pénzösszeget, ha a részvételi arány nem teljesül. A vállalkozó a részvételi arány elérése és az áru rendelkezésre bocsátása esetén a díj beszedésével profitál. Játékelméleti szempontból ez a közjó megteremtésére tett ígéretet domináns stratégiává teszi: a legjobb lépés a szerződéshez való csatlakozás, függetlenül a többiek cselekedeteitől.

### Coase-féle megoldás
A Ronald Coase közgazdászról elnevezett Coase-féle megoldás azt javasolja, hogy a közjavak potenciális kedvezményezettjei a felek önálló fizetési hajlandósága alapján tárgyaljanak arról, hogy egyesítsék erőforrásaikat és hozzák létre a közjavakat. A társadalmi költségek problémája (1960) című értekezése szerint, ha a közjavak potenciális kedvezményezettjei közötti tranzakciós költségek alacsonyak - ha a potenciális kedvezményezettek könnyen megtalálják egymást, és a közjavak értékének függvényében szervezik meg erőforrásaik egyesítését -, akkor a közjavak kormányzati intézkedés nélkül is előállíthatók.

Maga Coase jóval később azt írta, hogy bár a Coase-tétel néven ismertté vált tétel a zéró tranzakciós költségek következményeit vizsgálta, valójában ezt a konstrukciót ugródeszkaként akarta használni a pozitív tranzakciós költségek, a vállalatok, a jogrendszerek és a kormányzati intézkedések valós világának megértéséhez.
Megvizsgáltam, hogy mi történne egy olyan világban, ahol a tranzakció költségét nullának feltételezzük. Ezzel nem az volt a célom, hogy leírjam, milyen lenne az élet egy ilyen világban, hanem hogy egy egyszerű keretet biztosítsak az elemzés kidolgozásához, és ami még ennél is fontosabb, hogy világossá tegyem azt az alapvető szerepet, amelyet a tranzakciós költségek játszanak és játszaniuk kell a gazdasági rendszert alkotó intézmények kialakításában.
Coase is írta:
A zéró tranzakciós költségek világát gyakran Coase-féle világaként írják le. Semmi sem állhatna távolabb az igazságtól. Ez a modern közgazdasági elmélet világa, amelyről reméltem, hogy a közgazdászokat meg tudom győzni, hogy hagyják el. Amit „A társadalmi költségek problémája” című könyvemben tettem, az csupán az volt, hogy megvilágítsam néhány tulajdonságát. Azt állítottam, hogy egy ilyen világban az erőforrások elosztása független a jogi helyzettől, amit Stigler „Coase-tételnek” nevezett el.
Így, miközben úgy tűnik, hogy maga Coase a „Coase-tételt” és a Coase-féle megoldásokat egyszerűsített konstrukcióknak tekintette, hogy végső soron a kormányok, törvények és vállalatok 20. századi valós világát vegye figyelembe, ezek a fogalmak egy olyan világhoz kötődtek, ahol a tranzakciós költségek sokkal alacsonyabbak lennének, és a kormányzati beavatkozásra kétségtelenül kevesebb szükség lenne.
Különösen az információs javak esetében létezik az a kisebb jelentőségű alternatíva, hogy a gyártó megtagadja az áru kibocsátását a nyilvánosság számára mindaddig, amíg a költségek fedezésére szolgáló összeg nem kerül kifizetésre. Stephen King író például egy új regényének fejezeteit ingyenesen letölthetővé tette a honlapjáról, miközben kijelentette, hogy a további fejezeteket csak akkor adja ki, ha bizonyos összegű pénzösszeget összegyűjtenek. A közjavak előállításának ezt a módszerét, amelyet néha úgy neveznek, hogy váltságdíj ellenében adják ki, a közjavak előállítására vonatkozó utcai előadóművészi protokoll modern alkalmazása. A biztosítási szerződésekkel ellentétben sikere nagymértékben a társadalmi normákon alapul, amelyek (bizonyos mértékig) biztosítják, hogy a küszöbértéket elérjék, és a részleges hozzájárulások ne vesszenek kárba.
Napjaink egyik legtisztább Coase-féle megoldása az internetes közösségi finanszírozás új jelensége. Itt a szabályokat számítógépes algoritmusok és jogi szerződések, valamint társadalmi nyomás érvényesíti. A Kickstarter oldalon például minden egyes finanszírozó hitelkártyás vásárlást engedélyez, hogy megvásárolhasson egy új terméket vagy más ígért előnyöket kapjon, de addig nem cserél gazdát pénz, amíg a finanszírozási cél nem teljesül. Mivel az automatizálás és az internet ennyire csökkenti a források összegyűjtésének ügyleti költségeit, gyakran csak néhány száz dolláros projektcélokat finanszíroznak tömegesen, ami messze a hagyományos befektetők megkeresésének költségei alatt van.
Egy másik megoldás, amely az információs javak esetében alakult ki, a kizárási mechanizmusok bevezetése, amelyek a közjavakat klubjavakká alakítják. Ennek egyik jól ismert példája a szerzői jog és a szabadalmi törvények. Ezek a törvények, amelyeket a 20. században szellemi tulajdontörvényeknek neveztek el, a természetes kizárhatatlanságot a javak reprodukálásának megtiltásával próbálják megszüntetni. Bár ezek a törvények kezelhetik az ingyenélők problémáját, a hátrányuk az, hogy magánmonopóliumot jelentenek, és így nem pareto-optimálisak.
Az Egyesült Államokban például a gyógyszeripari vállalatoknak adott szabadalmi jogok arra ösztönzik őket, hogy magas (a határköltséget meghaladó) árakat számítsanak fel, és reklámmal győzzék meg a betegeket, hogy rávegyék orvosaikat a gyógyszerek felírására.  Hasonlóképpen, a szerzői jog arra ösztönzi a kiadót, hogy úgy járjon el, mint A kertész kutyája, és a régebbi műveket kivonja a forgalomból, hogy ne tudják felélni a kiadó saját új műveiből származó bevételeket. A szórakoztatóiparból vett példák közé tartozik a Walt Disney Studios Home Entertainment „páncélterem” értékesítési gyakorlata. A számítógépes szoftveriparban például a Microsoft döntése, hogy 2008 közepén kivonja a piacról a Windows XP-t, hogy a széles körben kritizált Windows Vista operációs rendszerből származó bevételeket növelje.
A törvények végül arra ösztönzik a szabadalmak és a szerzői jogok tulajdonosait, hogy még az enyhébb utánzók ellen is pereskedjenek a bíróságon, és a kizárólagos jogok időtartamának meghosszabbításáért lobbizzanak, egyfajta bérleti díj hajhászás formájában.
Ezek a problémák a klubjavak mechanizmusával kapcsolatban azért merülnek fel, mert a javak több embernek való biztosításának alapvető határköltsége alacsony vagy nulla, de az árdiszkrimináció korlátai miatt azok, akik nem akarnak vagy nem tudnak profitmaximalizáló árat fizetni, nem jutnak hozzá a javakhoz. Ha a kizárási mechanizmus költségei nem magasabbak, mint az együttműködésből származó nyereség, akkor a klubjavak természetes módon alakulhatnak ki. James M. Buchanan alapvető tanulmányában kimutatta, hogy a klubok hatékony alternatívát jelenthetnek a kormányzati beavatkozásokkal szemben. Másrészt a klubjellegű javak kizárásának eredménytelensége és igazságtalansága néha azt eredményezi, hogy a potenciálisan kizárható klubjellegű javakat közjavakként kezelik, és termelésüket más mechanizmusból finanszírozzák. Ilyen „természetes” klubjavak például a nagyon magas fix költségekkel rendelkező természetes monopóliumok, a magán golfpályák, a mozik, a kábeltelevízió és a társadalmi klubok. Ez megmagyarázza, hogy miért van az, hogy sok ilyen javakat gyakran a kormányok, szövetkezetek vagy önkéntes egyesületek biztosítják vagy támogatják, ahelyett, hogy profitorientált vállalkozókra bíznák az ellátást. Ezeket a javakat gyakran társadalmi javaknak nevezik. Joseph Schumpeter azt állította, hogy a szerzői jogi vagy szabadalmi monopólium által termelt „többletnyereség”, vagyis a szokásos nyereséget meghaladó nyereség vonzza a versenytársakat, akik technológiai újításokat hajtanak végre, és ezáltal megszüntetik a monopóliumot. Ezt a folyamatos folyamatot schumpeteri „teremtő rombolás”-nak nevezik, és a különböző típusú közjavakra való alkalmazhatósága némi vita forrása. Az elmélet támogatói például a Microsoft esetére mutatnak rá, amely folyamatosan emeli árait (vagy csökkenti termékei minőségét), és azt jósolják, hogy ez a gyakorlat nagyrészt elkerülhetetlenné teszi a Linux és az Apple piaci részesedésének növekedését.
Egy nemzetet egy „klubnak” tekinthetünk, amelynek tagjai az állampolgárok. A kormány lenne ennek a klubnak a vezetője. Ezt tovább vizsgálja az államelmélet.

### Nem altruista szociális szankciók (közös tulajdoni rendszerek)
A gyakran játékelméleti alapokon nyugvó kísérleti szakirodalom azt sugallja, hogy az ingyepotyautas helyzetek állami beavatkozás nélkül is javíthatók azáltal, hogy a társadalmi szankciók különböző formáinak hatását próbálják mérni. Az egymás közötti büntetés, vagyis amikor a tagok a közös erőforráshoz nem hozzájáruló más tagokat úgy szankcionálják, hogy a „potyautasokat” költséggel sújtják, elegendőnek tekinthető az együttműködés kialakításához és fenntartásához.
A társadalmi cselekvéseknek ára van a büntető számára, ami visszatartja az egyéneket attól, hogy az ingyenélőt megbüntessék. Ezért a büntetőket gyakran meg kell jutalmazni a büntetés végrehajtásáért, hogy az erőforrással hatékonyan lehessen gazdálkodni. A rabok dilemmájától eltérően, ahol a foglyok nem kommunikálhatnak és nem tervezhetnek, az emberek összefoghatnak, hogy „közös tulajdonrendszert” alakítsanak ki, amelyben a csoport mérlegeli az egyéneknek az ingyenélők szankcionálásáért járó jutalmazásának költségeit és hasznát. Amíg az erőforrás megőrzésének előnyei meghaladják a kommunikáció és a végrehajtás költségeit, a tagok gyakran kompenzálják a büntetőket a potyautasok büntetéséért. Bár az eredmény nem Pareto-optimális, mivel a csoportnak további költséget jelent a végrehajtásért való fizetés, gyakran kevésbé költséges, mint hagyni, hogy az erőforrás kimerüljön. Abban a határesetben, amikor az alkudozás és a végrehajtás költségei a nullához közelítenek, a felállás koázsiai jellegűvé válik, mivel a megoldás megközelíti a Pareto-optimális megoldást.
Mind a büntetés, mind az állami szabályozás viszonylag rosszul működik tökéletlen információk mellett, amikor az emberek nem tudják megfigyelni mások viselkedését.  Gyakran előfordul, hogy az olyan közös tulajdoni rendszerek, amelyeket a tagok tárgyalások útján alakítanak ki, több információval rendelkeznek az általuk kezelt közös erőforrásról, mint a kívülállók. Emiatt, valamint azért, mert a közös tulajdoni rendszerek elkerülhetik a megbízó-ügynök problémát, a közös tulajdoni rendszereken belüli speciális helyi tudás jellemzően lehetővé teszi, hogy felülmúlják a külső műszaki szakértők által kidolgozott szabályozást. Mindazonáltal a legjobb teljesítményt jellemzően akkor érik el, ha a közös tulajdonban lévő rendszerek lakói konzultálnak a kormányokkal és a műszaki szakértőkkel, amikor a cégük szabályairól és kialakításáról döntenek, így ötvözve a helyi és a műszaki tudást.

## Önzetlen megoldások

### Társadalmi normák
Pszichológiailag az embereket alapvetően csak akkor tekintik mások ingyenélőnek, ha a hasznot fogyasztják, miközben a hozzájárulást visszatartják. Ez arra utal, hogy minden kultúrában elismerik az ingyenélőket, azonban kulturális különbségek vannak a tolerancia mértékében és abban, hogy ezek az emberek hogyan kezelik őket. A társadalmi normák hatása a potyautas-problémára kulturális kontextusonként eltérő, ami a potyautas-problémával kapcsolatos kutatások eredményei között eltéréseket eredményezhet, ha azokat kultúrákon átívelően alkalmazzák. A társadalmi normáknak hatással vannak a magán- és önkéntesen biztosított közjavakra; azonban úgy vélik, hogy számos kontextusban bizonyos fokú hatást gyakorolnak a problémára.  A társadalmi szankcionálás például önmagában is olyan norma, amely nagyfokú egyetemességgel bír. A társadalmi szankcionálás témájával és a szabad versenyző problémára gyakorolt hatásával kapcsolatos számos kutatás célja a különböző társadalmakban megfigyelhető altruista motiváció magyarázata.
Az ingyenességre gyakran csak a nyilvánosság által érzékelt pozitív és negatív externáliák szempontjából gondolnak. A társadalmi normáknak az altruizmussal kapcsolatos cselekvésekre és motivációkra gyakorolt hatását gyakran alábecsülik a gazdasági megoldásokban és az azokból levezetett modellekben.

### Altruista társadalmi szankciók
Míg a nem-altruista társadalmi szankciók akkor lépnek fel, amikor az emberek közös tulajdoni rendszereket hoznak létre, az emberek néha jutalom nélkül is büntetik az ingyenélőket. A motiváció pontos természetét még fel kell tárni. Vitatott, hogy a költséges büntetés megmagyarázhatja-e az együttműködést. A legújabb kutatások szerint a költséges büntetés kevésbé hatékony valós környezetben.
Más kutatások szerint a társadalmi szankciók nem általánosíthatók stratégiai jellegűvé a közjavakkal összefüggésben. A titkos szankciók (a játékban részt vevő játékosok közötti nyomon követhetetlen szankciók) és a standard szankciók (nyomon követhető szankciók, beleértve a játékosok közötti visszacsatolást egy egyébként azonos környezetben) közötti preferenciák a potyautasokra vonatkozóan nem különböztek jelentősen. Inkább egyes egyének a titoktartástól függetlenül részesítették előnyben a mások szankcionálását. Más kutatások a viselkedési közgazdaságtan eredményeire építve megállapítják, hogy a kockázati adományozási játékban az adományozókat a veszteségtől való félelem motiválja. A játékban az adományozók befizetéseit csak akkor kapták vissza, ha az adományozók mindig büntetik az ingyenélést és az elköteleződés elmulasztását más egyének körében. A pool-büntetés (mindenki elveszíti a befizetését, ha egy adományozó nem bünteti meg a szabadúszót) stabilabb eredményt adott, mint a csoport konszenzusának figyelembevétele nélküli büntetés. Az egyének közötti társas büntetés kevésbé következetesen alkalmazott társadalmi szankciókhoz vezetett. Összességében ez a kutatás, bár kísérleti jellegű, hasznosnak bizonyulhat, ha a társadalomban az ingyenélők problémáinak javítására irányuló közpolitikai döntésekben alkalmazzák.

## Fordítás
Ez a szócikk részben vagy egészben  a   Free-rider problem című angol Wikipédia-szócikk ezen változatának fordításán alapul.  Az eredeti cikk szerkesztőit annak laptörténete sorolja fel. Ez a jelzés csupán a megfogalmazás eredetét és a szerzői jogokat jelzi, nem szolgál a cikkben szereplő információk forrásmegjelöléseként.

## További irodalom
- Cornes, Richard. The Theory of Externalities, Public Goods and Club Goods. New York: Cambridge University Press (1986). ISBN 052130184X
- William D. Nordhaus, "A New Solution:  the Climate Club" (a review of Gernot Wagner and Martin L. Weitzman, Climate Shock:  The Economic Consequences of a Hotter Planet, Princeton University Press, 250 pp, $27.95), The New York Review of Books, vol. LXII, no. 10 (June 4, 2015), pp. 36–39.
- Venugopal (2005). „Drug imports: the free-rider paradox”. Express Pharma Pulse 11 (9), 8. o.
- P. Oliver – Sociology 626 published by Social Science Computing Cooperative University of Wisconsin